# Rio Cernăzioara
O Rio Cernăzioara é um rio da Romênia, afluente do Rudi, localizado no distrito de Gorj.